# 2018 au Vatican
Chronologie du Vatican
- 2014
- 2015
- 2016
- 2017
- 2018
- 2019
- 2020
- 2021
- 2022

## Administration
- Pape : François
- Président du Gouvernorat : Giuseppe Bertello
- Camerlingue de la Sainte Église romaine : Jean-Louis Tauran (†5 juillet), puis vacant.
- Cardinal secrétaire d'État : Pietro Parolin

## Chronologie

### Janvier 2018
- Lundi 8 janvier 2018 : discours des vœux au corps diplomatique accrédité près le Saint-Siège [1].
- Du lundi 15 au lundi 22 janvier 2018 : visite pastorale au Chili et au Pérou
- Lundi 29 janvier 2018 : publication de la constitution apostolique Veritatis gaudium du pape François sur les nouvelles normes des instituts ecclésiastiques[2].

### Février 2018
- Jeudi 15 février 2018 : publication du motu proprio Imparare a congedarsi du pape François assouplissant la règle du départ à la retraite automatique à 75 ans, notamment pour les responsables de la curie et les nonces apostoliques[3],[4].
- Du dimanche 18 au vendredi 23 février 2018 : Exercices spirituels de carême du pape et de la curie à Ariccia, prêchés par le père José Tolentino de Medonça[5].
- Du lundi 26 au mercredi 28 février 2018 : 23e rencontre du Conseil des cardinaux.
- Mercredi 28 février 2018 : érection de l'éparchie de l'Annonciation des maronites avec siège à Ibadan au Nigeria par transformation de l'exarchat apostolique d'Afrique centrale et occidentale des Maronites préexistant[3].

### Mars 2018
- Jeudi 1er mars 2018 : 
  - suppression du vicariat apostolique de Saint-Pierre et Miquelon par incorporation de son territoire au diocèse de La Rochelle[6].
  - publication par la Congrégation pour la doctrine de la foi de la lettre Placuit Deo signée par son préfet Mgr Luis Ladaria Ferrer et adressée aux évêques de l’Église catholique sur « certains aspects du salut chrétien ». Cette lettre met en avant deux tendances du monde contemporain: d'une part un « individualisme centré sur le sujet autonome », et d'autre part la recherche d'« un salut purement intérieur », ces deux tendances s'apparentant à des formes nouvelles du pélagianisme et du gnosticisme[7].
- Du lundi 19 au dimanche 25 mars 2018 : pré-synode des jeunes, avec 285 jeunes venus du monde entier.
- Mercredi 21 mars 2018 : démission de Dario Edoardo Viganò de son poste de préfet du secrétariat pour la communication[8] après une polémique relative à la présentation tronquée, par le secrétariat pour la communication, d'une lettre de Benoît XVI[9]   .

### Avril 2018
- Lundi 9 avril 2018 : publication de l'exhortation apostolique en date du 19 mars 2018, Gaudete et Exsultate du pape François sur l'appel à la sainteté dans le monde actuel[10].
- Lundi 23 au mercredi 25 avril 2018 : 24e rencontre du conseil des cardinaux
- Mercredi 25 avril 2018 : érection du diocèse de Chiang Rai en Thaïlande par détachement du diocèse de Chiang Mai

### Mai 2018
- Dimanche 20 mai 2018 : le pape François annonce la création de quatorze nouveaux cardinaux au cours de l'Angelus, dont trois qui ne pourront être électeur du fait de leur âge. Ces futurs cardinaux seront créés lors du prochain consistoire qui se tiendra le 29 juin suivant[11].

- Mercredi 30 mai 2018 : publication dans L'Osservatore Romano d'une tribune du préfet de la congrégation pour la doctrine de la foi Luis Ladaria Ferrer revenant sur la lettre apostolique Ordinatio Sacerdotalis. Voulant couper court à toutes rumeurs qui dans certains pays remettent en cause le caractère définitif de la lettre, car elle n'aurait pas été définie Ex cathedra. Le futur cardinal affirme donc l'impossibilité de conférer l'ordination sacerdotale à des femmes, comme « une vérité qui appartient au dépôt de la foi », cette impossibilité appartenant donc à « substance du sacrement »[12].

### Juin 2018
- Lundi 11 au mercredi 13 juin 2018 : 25e rencontre du conseil des cardinaux
- Mardi 26 juin 2018 : publication d'un rescrit au nom du pape François par Mgr Angelo Becciu, élevant au rang des cardinaux évêques sans Diocèse suburbicaire, les cardinaux Pietro Parolin, Leonardo Sandri, Marc Ouellet et Fernando Filoni[13].

### Juillet 2018
- Mercredi 4 juillet 2018 : publication de l'instruction Ecclesiae Sponsae Imago en date du 8 juin 2018 par la Congrégation pour les instituts de vie consacrée et les sociétés de vie apostolique portant sur l'accompagnement des Vierge consacrée. Cette instruction « établit les principes normatifs et les critères d’orientation que les pasteurs de chaque diocèse et Église particulière… devront appliquer pour le soin pastoral de l’Ordo virginum »[14].

### Septembre 2018
- Lundi 10 au mercredi 12 septembre 2018 : 26e rencontre du conseil des cardinaux
- Mardi 18 septembre 2018 : publication de la constitution apostolique Episcopalis communio réformant le Synode des évêques[15].
- Samedi 22 septembre 2018 : signature d'un premier accord entre le Saint-Siège et république populaire de Chine en présence de Mgr Antoine Camilleri et Wang Chao, vice-ministre des Affaires étrangères de Chine. La salle de presse du Saint-Siège précise que cet accord n'est pas politique mais se veut pastoral car il ouvre la porte aux nominations d'évêques reconnus par le Pape et la Chine[16]

### Octobre 2018
- 3 au 28 octobre : synode des évêques sur la jeunesse, la foi et le discernement vocationnel.

### Décembre 2018
- Lundi 10 au mercredi 12 décembre 2018 : 27e rencontre du conseil des cardinaux